# Caporhynchites aethiopicus
Caporhynchites aethiopicus is een keversoort uit de familie Rhynchitidae. De wetenschappelijke naam van de soort is voor het eerst geldig gepubliceerd in 1936 door Hustache.